# Masao Arai
Masao Arai (n. 6 iunie 1949, Prefectura Yamaguchi, Japonia – d. 9 noiembrie 2024) a fost un luptător ce a reprezentat Japonia, medaliat olimpic. A participat la o ediție a Jocurilor Olimpice (1976) în care a câștigat o medalie de bronz.

## Participări
Lista de mai jos prezintă principalele competiții la care a participat Masao Arai de-a lungul carierei.
- wrestling at the 1976 Summer Olympics – men's freestyle 57 kg[*]